# Анджей Потоцький (ротмістр)
Анджей Потоцький (пол. Andrzej Potocki), або Єнджей Потоцький (пол. Jędrzej Potocki) гербу Пилява (пом. 1575) — польський шляхтич, військовик, урядник Королівства Польського.

## Життєпис
За даними Марека Плевчинського, був сином галицького підкоморія Якуба Потоцького та його першої дружини Катажини Ємєльніцької (свого часу о. Каспер Несецький ТІ його мамою називав Козімінську (пол. Kozimińska)). Анджей був молодшим братом коронного стражника Миколая Потоцького. 
Ймовірно: влітку 1537 року з 7-кінним почтом увійшов до складу корогви Анджея Трояновского; брав участь у програній молдаванам битві над р. Серетом 1 лютого 1538; у червні 1539 увійшов до складу корогви Станіслава Добросоловського, виставленою Каліською землею. 5 жовтня 1562 був записаний у Вільні на двір Сигізмунда II Августа з 5-кінним почтом. Може, брав участь у тодішніх сутичках з московитами. Серед придворних короля до цього часу його в документах не згадують. 2 травня 1565 став кам'янецьким хорунжим (о. Каспер Несецький ТІ називав його подільським хорунжим). У 1565 служив у корогві брата Миколая, який допомагав йому у військовій кар'єрі. Згаданий в Яблунові під Теребовлею 24 грудня 1565 з 16-кінним почтом (такий рідко зустрічався серед вершників оборони поточної). До червня 1566 воював під командуванням брата проти кримських татар, підсилених турецькими відділками з Добруджі, які тричі атакували весною 1566 польсько-литовські землі, облягаючи великого коронного гетьмана Миколая Сенявського в Меджибожі. 9 лютого 1572 як ротмістр служби брав участь у нових сутичках, які тривали п'ять кварталів до квітня 1573. Ймовірно, взяв командування корогвою брата Миколая (150 вершників) кількома місяцями раніше його смерти весною 1572. Не брав участи в молдавській виправі Миколая Мелецького, залишаючись під безпосереднім командуванням Єжи Язловецького. З серпня 1572 командував 100-кінною корогвою. Взяв участь (під командуванням кам'янецького старости Миколая Бжеського) в розгромі татарських відділів, які весною 1573 напали на Поділля. Через фінансові труднощі не отримав зароблені гроші за службу в обороні поточній. 10 грудня 1574 записано, що за 3,5 кварталу «старої служби» від серпня 1572 до травня 1573 йому належало 3234 злотих. З тієї суми в Кракові отримав 325 злотих (не відомо, чи виплачено решту).
У 1566 році був поділ маєтностей — спадку батька. Отримав свої частини в куплених довкола містечка Сидорова селах. Спільно з братами: рідним — Яном — і зведеним — Станіславом — володів Соколовом, Уніжем, Костільниками в Руському воєводстві, Галицькій землі. Суми, які мав записані королем 1555 на Яблунові, Тишківцях, Вільхівці в Галицькій землі, виплатив брат Миколай 1559 року. У 1570 отримав довічно земельну ділянку в Кам'янці-Подільському (біля фоси поблизу Руської брами) і згоду на викуплення села Вільхівець (Кам'янецький повіт) з рук дотихчасових посесорів. Викуп був реалізований, у 1577 селом володіла вдова.

Помер у 1575 році, правдоподібно, був похований у старому фарному костелі в Бучачі, мав надгробок з епітафією, датою смерті 12 лютого 1572 та інформацією, що жив 40 років. 
Positus hic jacet Dominus Andreas Potocki de Potok filius Succamerarii, Vexillifer Camenecensis Equitum Ductor, quos feliciter duxit Deo, fortunaqe favente. Cognoviteum Moschus magnanimum, Scytha Equitem strenuum. Vixit annis 40. Obiit Anno 1572, 12 Februarii.

### Сім'я
За даними Марека Плевчинського, його дружина — Кристина з Влодеків, очевидно, сестра ротмістра й кам'янецького старости Мацея Влодка. Діти:
- Евфрозина — дружина Каспера Лозінського,
- Катажина — дружина холмського старости князя Михайла Воронецького.

Свого часу о. Каспер Несецький ТІ стверджував, що Єнджей Потоцький мав сина Якуба, галицького підкоморія.